# József Sákovics
József Sákovics (* 26. července 1927 – 2. ledna 2009 Budapešť, Maďarsko) byl maďarský sportovní šermíř, který kombinoval šerm kordem a fleretem. Manželka Lídia Sákovicsová startovala na olympijských hrách v šermu fleretem. Maďarsko reprezentoval v padesátých a na začátku šedesátých let. Na olympijských hrách startoval v roce 1952, 1956, 1960 v soutěži jednotlivců a družstev v šermu kordem a v soutěži družstev v šermu fleretem. Nejlepšího výsledku mezi jednotlivci dosáhl na olympijských hrách 1960, kde skončil v šermu kordem na čtvrtém místě. V roce 1953 získal titul mistra v soutěži jednotlivců v šermu kordem. S maďarským družstvem kordistů vybojoval na olympijských hrách 1956 stříbrnou olympijskou medaili a s družstvem fleretistů vybojoval na olympijských hrách 1952 a 1956 dvě bronzové olympijské medaile. V roce 1959 vybojoval s družstvem kordistů titul mistra světa.